# Тведт
Тведт (њем. Twedt) општина је у њемачкој савезној држави Шлезвиг-Холштајн. Једно је од 134 општинска средишта округа Шлезвиг-Фленсбург. Према процјени из 2010. у општини је живјело 477 становника. Посједује регионалну шифру (AGS) 1059097.

## Географски и демографски подаци
Тведт се налази у савезној држави Шлезвиг-Холштајн у округу Шлезвиг-Фленсбург. Општина се налази на надморској висини од 16 метара. Површина општине износи 12,5 km². У самом мјесту је, према процјени из 2010. године, живјело 477 становника. Просјечна густина становништва износи 38 становника/km².